# Cartaletis flexilimes
Cartaletis flexilimes là một loài bướm đêm trong họ Geometridae.